# NGC 820
NGC 820 (również PGC 8165 lub UGC 1629) – galaktyka spiralna (Sb), znajdująca się w gwiazdozbiorze Barana. Odkrył ją John Herschel 7 września 1828 roku.
W galaktyce tej zaobserwowano supernową SN 2002ea.